# Zelking-Matzleinsdorf
Zelking-Matzleinsdorf osztrák község Alsó-Ausztria Melki járásában. 2025 januárjában 1198 lakosa volt. 

## Elhelyezkedése

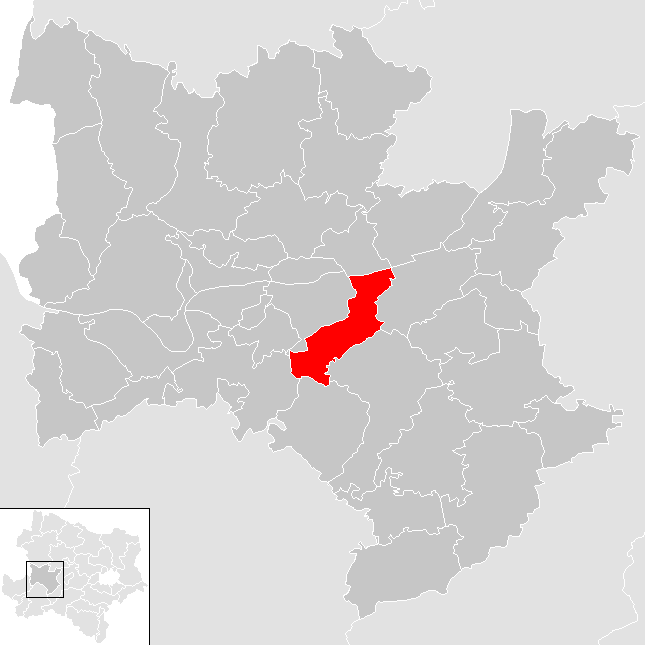
Zelking-Matzleinsdorf a Melki járásban

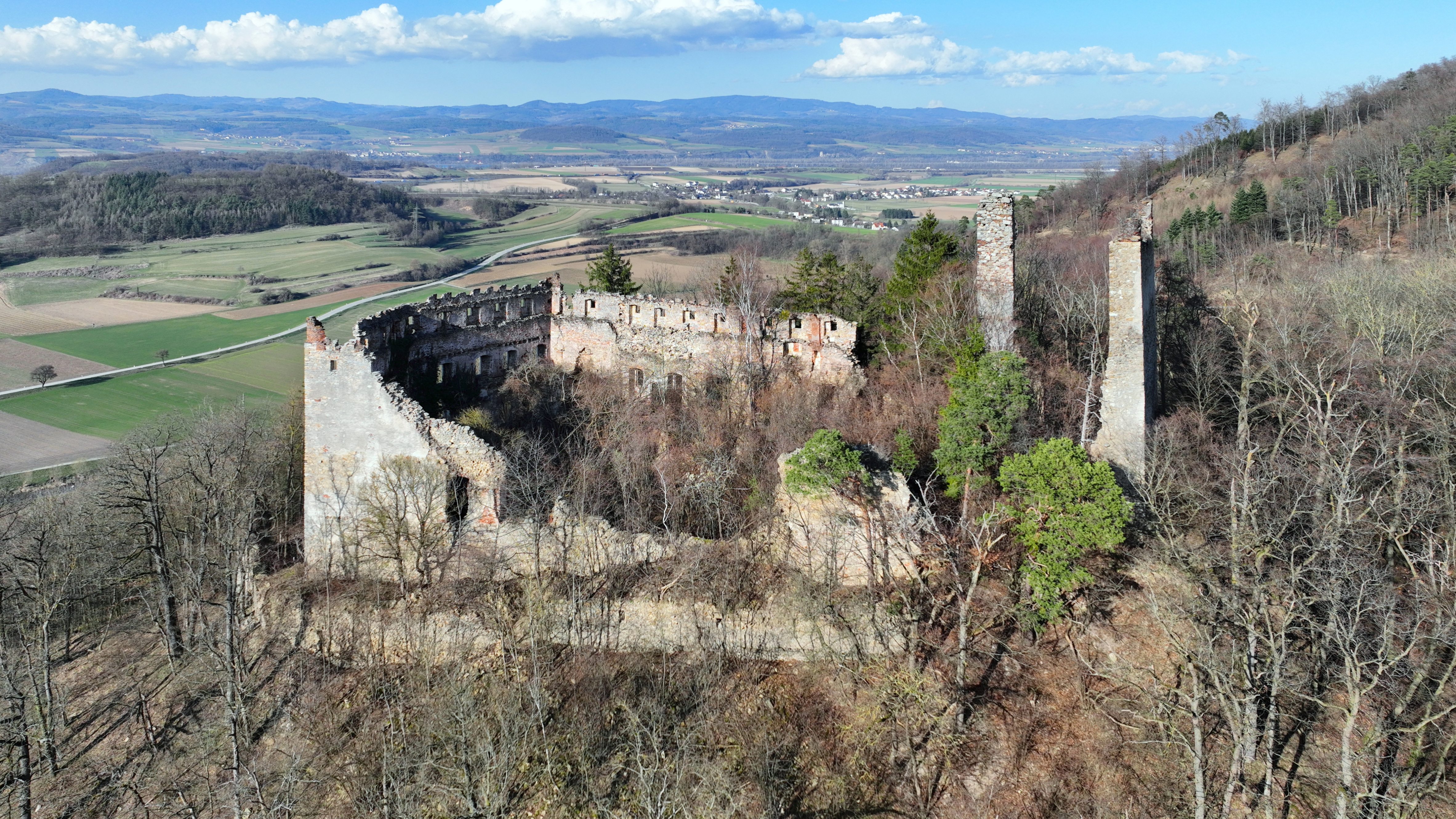
A zelkingi vár

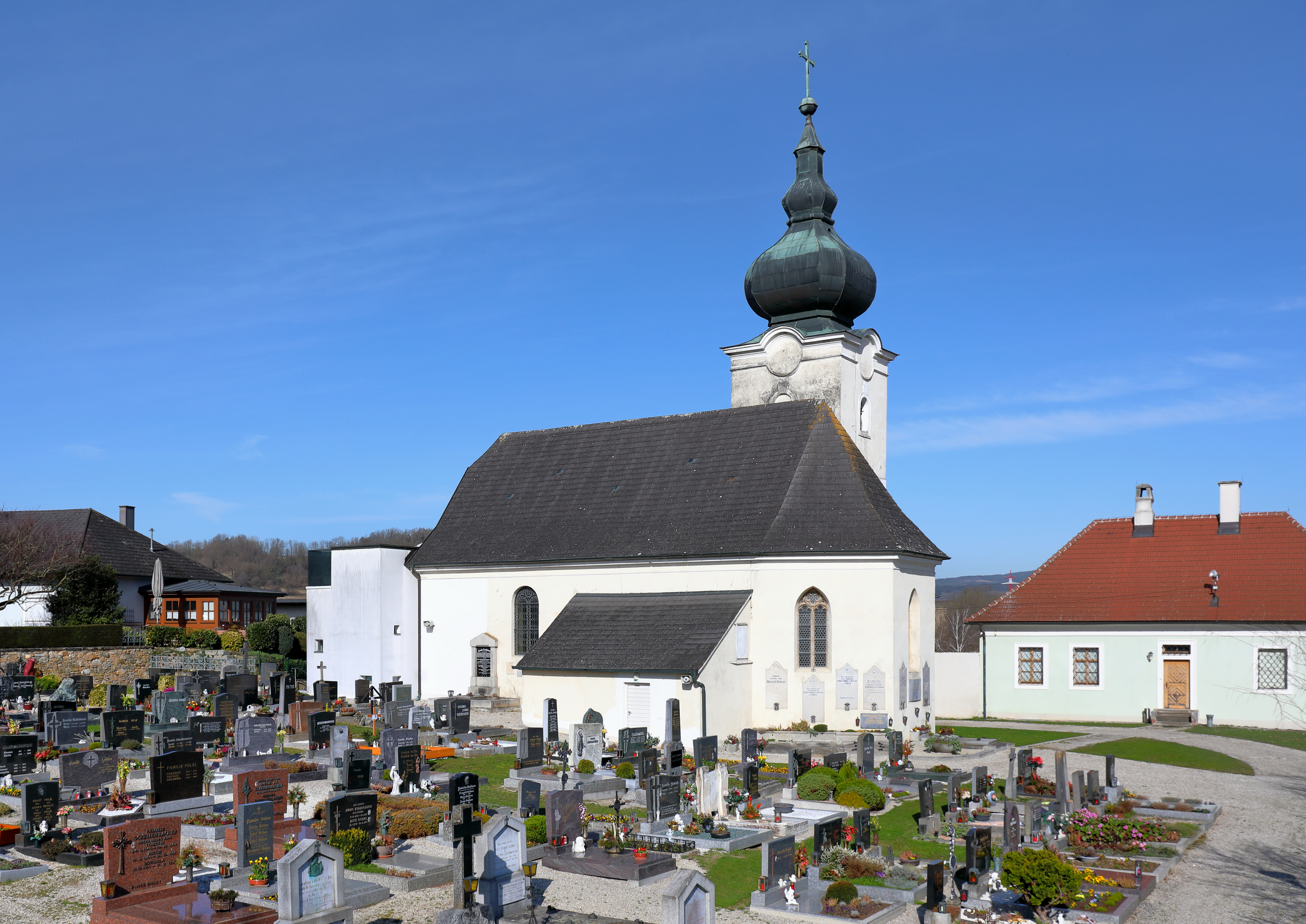
A matzleinsdorfi Szt. Bertalan-plébániatemplom

Zelking-Matzleinsdorf a tartomány Mostviertel régiójában fekszik a Melk folyó mentén. Területének 36,4%-a erdő, 50% áll mezőgazdasági művelés alatt. Az önkormányzat 11 települést egyesít: Anzenberg (38 lakos 2025-ben), Arb (32), Bergern (32), Einsiedl (8), Freiningau (32), Gassen (100), Hofstetten (34), Maierhöfen (13), Mannersdorf (117), Matzleinsdorf (535) és Zelking (257). 
A környező önkormányzatok: északra Leiben, északkeletre Emmersdorf an der Donau, keletre Melk, délkeletre Sankt Leonhard am Forst, délre Ruprechtshofen, délnyugatra Bergland, nyugatra Pöchlarn.

## Története
Matzleinsdorfot először 1117-ben említik. Temploma 1337-ben szerepel először a forrásokban. A falunak a középkorban saját egyházközsége volt, de ezt a reformáció idején elvesztette; 1693-ban a melki apátság alá rendelték, 1784-ben plébániája ismét önállóvá vált. Bécs 1683-as ostromakor a törökök elpusztították Matzleinsdorfot, a 18. században pedig öt alkalommal is leégett. 
Zelking várát a Hagenau család építette a 11. században. A 12. században a Zelking családé lett, akik 1270 körül Schallaburg várát is megszerezték. A nemzetség 1634-ben halt ki, utolsó tagja Ludwig Wilhelm von Zelking volt. A vár ezután a Sinzendorf grófokhoz, 1802-ben a Harrach von Rohrau grófokhoz, 1900 körül a Heussenstamm családhoz, végül pedig polgári tulajdonba került. 
Az önkormányzat a mai formájában 1970-ben jött létre Zelking és Matzleinsdorf községek egyesülésével. Címerét 1998-ban kapta. 

## Lakosság
A zelking-matzleinsdorfi önkormányzat területén 2025 januárjában 1198 fő élt. Lakosságszáma 1869 óta 1100-1200 között stagnál. 2023-ban az ittlakók 94%-a volt osztrák állampolgár; a külföldiek közül 0,7% a régi (2004 előtti), 2,2% az új EU-tagállamokból érkezett. 0,7% a volt Jugoszlávia (Horvátország és Szlovénia kivételével) vagy Törökország; 2,4% egyéb ország polgára volt. 2001-ben a lakosok 95%-a római katolikusnak, 1,4% evangélikusnak, 0,2% ortodoxnak, 0,3% mohamedánnak, 2,1% pedig felekezeten kívülinek vallotta magát. Ugyanekkor a legnagyobb nemzetiségi csoportokat a német anyanyelvűeken (99,1%) kívül a horvátok és a törökök alkották 2-2 fővel.  
A népesség változása:

| 2016 | 1 243 |
| 2018 | 1 214 |

## Látnivalók
- Zelking várának romjai
- a matzleinsdorfi kastély
- a matzleinsdorfi Szt. Bertalan-plébániatemplom
- a zelkingi Szt. Erhard-plébániatemplom